# Wyspa Szczytnicka
Wyspa Szczytnicka – wyspa położona we Wrocławiu w obrębie Szczytnickiego Węzła Wodnego, otoczona wodami rzeki Odry. Na południe od terenu wyspy znajduje koryto Odry śródmiejskiej, biegnące w kierunku Śródmiejskiego Węzła Wodnego. Od tego koryta, niemal prostopadle w kierunku zbliżonym do północnego, odchodzi koryto Starej Odry, stanowiące wschodni akwen ograniczający obszar wyspy. Natomiast na północnym zachodzie wyspa odcięta jest od obszaru osiedla Plac Grunwaldzki przez Przekop Szczytnicki. Taki układ cieków wokół wyspy sprawia, że przypomina ona kształtem trójkąt. O ile w korycie Odry śródmiejskiej nie ma żadnych budowli piętrzących, to już na pozostałych kanałach wodnych otaczających wyspę wybudowano Stopień Wodny Szczytniki, obejmujący następujące główne budowle stopnia:
- Jaz Szczytniki[5], położony w korycie Starej Odry, lewy przyczółek tego jazu opiera się o wyspę,
- Śluza Szczytniki, położona w przekopie, prawa ściana komory śluzy przylega do wyspy.

Na wyspę nie prowadzi żadna przeprawa mostowa. Jedyne połączenie piesze to pomosty zamontowane na wrotach wspornych Śluzy Szczytniki, stanowiących zamknięcia główne tej budowli. Oprócz tej drogi na wyspę można dostać się drogą wodną. W awanportach śluzy istnieje infrastruktura umożliwiająca cumowanie przez jednostki pływające. Ponadto w awanporcie dolnym znajduje się przystań policji.
Mimo braku połączenia mostowego wyspy z pozostałym obszarem lądu teren ten jest w znacznym stopniu zagospodarowany. Mimo to część obszaru wyspy to teren zielony. Na wyspie znajduje się kilka budynków, w których mieszczą się różne instytucje, oraz budowle, w tym między innymi:
- komisariat policji wodnej,
- przystań jachtowa,
- obiekty dydaktyczne Politechniki Wrocławskiej[d],
- okresowa przystań dla statków żeglugi pasażerskiej i statku inspekcyjnego Regionalnego Zarządu Gospodarki Wodnej,
- Instytut Ochrony Środowiska,
- sterownia jazu Szczytniki.

Historia powstania tej wyspy wiąże się z tzw. I kanalizacją Odry, tj. inwestycją w zakresie hydrotechniki polegającą na budowie systemu przeciwpowodziowego i nowej drogi wodnej (Droga Wielkiej Żeglugi, Miejski Szlak Żeglugowy). Przeprowadzona została w latach 1892–1897. To podczas tej inwestycji uregulowano i przebudowano koryto Starej Odry oraz wybudowano Przekop Szczytnicki, wraz z budowlami hydrotechnicznymi. Obecnie szlak ten jest śródlądową drogą wodną II klasy, prowadzącą przez Przekop Szczytniki, Starą Odrę i dalej Kanał Miejski, jako szlak boczny Odrzańskiej Drogi Wodnej.